# Greta Gerwig
Greta Celeste Gerwig (Sacramento, Kalifornia 1983. augusztus 4. –) Oscar-díjra jelölt amerikai rendező, forgatókönyvíró és színésznő.
Karrierje kezdetén a mumblecore amerikai filmes irányzat legismertebb színésznője, a Lady Bird majd a Barbie című film bemutatásával széleskörű ismertséget szerzett rendezőnő. Számos filmen dolgozott együtt partnerével, Noah Baumbach-csal.

## Élete és pályafutása
1983-ban született, édesanyja, Christine ápolónő, édesapja, Gordon, pénzügyi tanácsadó. Lánytestvére menedzser az Equal Employment Opportunity Commissionnál, fiútestvére építész. 
Gerwig Sacramentóban nőtt fel, a St. Francis katolikus lányiskolába járt, és balettozott. A középiskolában a színjátszó szakkör tagja volt, darabokat írt és színészkedett is. A Barnard Főiskolára járt, ahol angolt és filozófiát hallgatott. Mivel nem vették fel a drámaírószak mesterképzésére, a színészet felé vette az irányt.
Első filmes szerepe 2006-ban volt a LOL című filmben. Gerwig eleinte olyan produkcióban szerepelt, melyeknek alacsony a költségvetése, és általános jellemzőjük a rögtönzött dialógusok, beltéri helyszínek és az egyszerű, naturalista fényképezés (ez az amerikai mumblecore műfaj). Jelentős szerepet osztottak rá a Hannan Takes the Stairs, a Baghead és a Yeast című filmekben. 2008-ban a Nights and Weekends főszereplője és társrendezője is volt. 2009-ben Az ördög háza című horrorfilmben szerepelt.
A mikroköltségvetésű filmek nem bizonyultak jövedelmezőnek, ezért Gerwig több mellékállást elvállalt, mint oktató vagy bébiszitter. A műfajból való végleges kitörést a 2010-es Greenberg hozta meg neki, aminek főszereplője Ben Stiller, rendezője pedig Noah Baumbach volt. Ezt követte a 2011-es Arthur, a legjobb parti és a Csak szexre kellesz. 2012-ben Golden Globe-díjra jelölték a Frances Ha címszereplő alakításáért, valamint Woody Allennel is dolgozott együtt a Rómának szeretettel című produkcióban.
Bár a 2010-es évek közepére többet foglalkoztatták, nem lépett fel az A-kategóriás színészek közé. A 2014-es How I Met Your Dad pilotját nem sikerült eladni, így végül televíziós filmként készült el. Ugyanebben az évben beválogatták egy francia filmdráma, az Eden színészei közé. 2015-ben az Amerikai álomlány főszereplője volt, aminek részben ő írta a forgatókönyvét. 2016-ban a Jackie-ben is felbukkant Natalie Portman-nel egyazon színészgárdában, valamint a Huszadik századi nők csoportját is gyarapította Annette Beninggel és Elle Fanninggel együtt. 2022-ben Adam Driver partnerét alakította a posztmodern amerikai irodalom egyik kulcsműveként emlegetett regény adaptációjában, a Fehér zaj-ban.

### A rendezői székben
Rendezőként 2017-ben debütált a Lady Bird című filmmel, ami egyben kapott kritikai elismerést és szerepelt jól a kasszáknál. Gerwiget Oscar-díjra jelölték a legjobb rendezésért és forgatókönyvért. Következő munkája, Louisa May Alcott Kisasszonyok regényének egy újabb filmadaptációja, a főszerepben Saoirse Ronan, Emma Watson, Laura Dern és Timothée Chalamet-tel. 2023-ban került mozikba a Barbie, melyben a címszereplőt Margot Robbie, Ken-t pedig Ryan Gosling alakítja. Az általa rendezett filmeken forgatókönyvíróként is dolgozik.
Ügynöke, Jeremy Barber nyilatkozata szerint a jövőben Gerwigről nem a kis költségvetésű drámák alkotójaként fogunk hallani -ami pályafutását eddig jellemezte- mivel a jövőben karrierjét nagyszabású stúdiórendezőként képzeli el. Ez az ambíció egyre inkább megalapozottnak tűnhet, mivel a Netflix két filmadaptáció rendezésére és írására kérte fel a rendezőnőt a Narnia könyvsorozat alapján.

### Magánélete
A rendező és forgatókönyvíró, Noah Baumbach-csal a Greenberg forgatásán ismerkedett meg, akivel később együtt dolgoztak a Frances Ha és az Amerikai álomlány produkciókon is. 2011 óta alkotnak egy párt, két fiuk és egy örökbefogadott gyermekük van, Manhattan-ben élnek.
Figyelemhiányos hiperaktivitás-zavarral diagnosztizálták.

## Filmográfia

### Film

#### Rendező, író és producer
| Év   | Magyar cím        | Eredeti cím             | Feladatkör | Feladatkör        | Feladatkör | Megjegyzések              |
| Év   | Magyar cím        | Eredeti cím             | Rendező    | Író               | Producer   | Megjegyzések              |
| ---- | ----------------- | ----------------------- | ---------- | ----------------- | ---------- | ------------------------- |
| 2007 |                   | Hannah Takes the Stairs | Nem        | Igen              | Nem        |                           |
| 2008 |                   | Nights and Weekends     | Igen       | Igen              | Igen       | társrendező: Joe Swanberg |
| 2010 |                   | Northern Comfort        | Nem        | Igen              | Nem        |                           |
| 2012 | Frances Ha        | Frances Ha              | Nem        | Igen              | Nem        |                           |
| 2015 | Amerikai álomlány | Mistress America        | Nem        | Igen              | Igen       |                           |
| 2017 | Lady Bird         | Lady Bird               | Igen       | Igen              | Nem        |                           |
| 2019 | Kisasszonyok      | Little Women            | Igen       | Igen              | Nem        |                           |
| 2023 | Barbie            | Barbie                  | Igen       | Igen              | Nem        |                           |
| 2025 | Hófehérke         | Snow White              | Nem        | Nincs feltüntetve | Nem        |                           |

#### Színész
| Év   | Magyar cím              | Eredeti cím                              | Szerep                 | Magyar hang       |
| ---- | ----------------------- | ---------------------------------------- | ---------------------- | ----------------- |
| 2006 |                         | LOL                                      | Greta                  |                   |
| 2007 |                         | Hannah Takes the Stairs                  | Hannah                 |                   |
| 2008 |                         | Baghead                                  | Michelle               |                   |
| 2008 |                         | Yeast                                    | Gen                    |                   |
| 2008 |                         | Nights and Weekends                      | Mattie                 |                   |
| 2008 |                         | I Thought You Finally Completely Lost It | Greta                  |                   |
| 2009 |                         | You Won't Miss Me                        | Bridget                |                   |
| 2009 | Az ördög háza           | The House of the Devil                   | Megan                  |                   |
| 2009 |                         | A NY Thing                               | Tamera                 |                   |
| 2010 | Greenberg               | Greenberg                                | Florence Marr          | Csondor Kata      |
| 2010 |                         | Art House                                | Nora Ohr               |                   |
| 2010 |                         | Northern Comfort                         | Cassandra              |                   |
| 2011 | Csak szexre kellesz     | No Strings Attached                      | Patrice                | Németh Borbála    |
| 2011 |                         | The Dish & the Spoon                     | Rose                   |                   |
| 2011 | Arthur, a legjobb parti | Arthur                                   | Naomi Quinn            | Németh Borbála    |
| 2011 | Hölgyek a pácban        | Damsels in Distress                      | Violet Wister          |                   |
| 2012 | Rómának szeretettel     | To Rome with Love                        | Sally                  |                   |
| 2012 | Lola versus             | Lola versus                              | Lola                   | Németh Borbála    |
| 2012 | Frances Ha              | Frances Ha                               | Frances Halladay       | Bartsch Kata      |
| 2014 | Az utolsó felvonás      | The Humbling                             | Pegeen Mike Stapleford | Pálmai Anna       |
| 2014 |                         | Eden                                     | Julia                  |                   |
| 2015 | Amerikai álomlány       | Mistress America                         | Brooke Cardinas        | Ruttkay Laura     |
| 2015 | Maggie terve            | Maggie's Plan                            | Maggie Hardin          | Nemes Takách Kata |
| 2016 |                         | Wiener-Dog                               | Dawn Wiener            |                   |
| 2016 | Jackie                  | Jackie                                   | Nancy Tuckerman        | Németh Borbála    |
| 2016 | Huszadik századi nők    | 20th Century Women                       | Abbie Porter           | Eke Angéla        |
| 2018 | Kutyák szigete          | Isle of Dogs                             | Tracy Walker (hangja)  | Eke Angéla        |
| 2022 | Fehér zaj               | White Noise                              | Babette Gladney        | Nemes Takách Kata |

### Televízió
| Év        | Cím                                                  | Szerep              | Megjegyzések          |
| --------- | ---------------------------------------------------- | ------------------- | --------------------- |
| 2006      | Young American Bodies                                | Greta               | televíziós sorozat    |
| 2009      | A NY Thing                                           | Tamera              | tévéfilm              |
| 2011–2015 | China, IL                                            | Pony Merks (hangja) |                       |
| 2012      | The Corrections                                      | Julia Vrais         | leadatlan próbaepizód |
| 2014      | How I Met Your Dad                                   | Sally               | leadatlan próbaepizód |
| 2015      | Portlandia                                           | sellő               | 1 epizód              |
| 2016      | The Mindy Project                                    | Sarah Branum        | 2 epizód              |
| 2017      | Saturday Night Live                                  | Ms. Reynolds        | 1 epizód              |
| 2021      | A szellem és Molly McGee (The Ghost and Molly McGee) | önmaga (hangja)     | 1 epizód              |

## Fontosabb díjak és jelölések
| Év   | Cím          | Díj                                                                      | Eredmény |
| ---- | ------------ | ------------------------------------------------------------------------ | -------- |
| 2014 | Frances Ha   | Golden Globe-díj a legjobb női főszereplőnek – filmmusical vagy vígjáték | Jelölve  |
| 2018 | Lady Bird    | Golden Globe-díj a legjobb forgatókönyvnek                               | Jelölve  |
| 2018 | Lady Bird    | Oscar-díj a legjobb rendezőnek                                           | Jelölve  |
| 2018 | Lady Bird    | Oscar-díj a legjobb eredeti forgatókönyvnek                              | Jelölve  |
| 2018 | Lady Bird    | BAFTA-díj a legjobb eredeti forgatókönyvnek                              | Jelölve  |
| 2020 | Kisasszonyok | BAFTA-díj a legjobb adaptált forgatókönyvnek                             | Jelölve  |
| 2020 | Kisasszonyok | Oscar-díj a legjobb adaptált forgatókönyvnek                             | Jelölve  |
| 2024 | Barbie       | Golden Globe-díj a legjobb forgatókönyvnek                               | Jelölve  |
| 2024 | Barbie       | Golden Globe-díj a legjobb filmrendezőnek                                | Jelölve  |
| 2024 | Barbie       | BAFTA-díj a legjobb eredeti forgatókönyvnek                              | Jelölve  |
| 2024 | Barbie       | Oscar-díj a legjobb adaptált forgatókönyvnek                             | Jelölve  |